# Audioslave (альбом)
Audioslave — дебютный альбом американской рок-группы Audioslave, выпущенный в ноябре 2002 года. Песни «Cochise», «Show Me How to Live», «What You Are», «Like a Stone» и «I Am the Highway» были выпущены синглами. На сегодняшний день это самый успешный альбом Audioslave, проданный тиражом более трех миллионов копий только в США. Сингл «Like a Stone» номинировался в 2004 году на награду «Грэмми» в категории хард-рока. Также песня «Gasoline» звучит в трейлерах к фильмам Джона Фавро «Ковбои против пришельцев» и «Железный человек 2».

## Об альбоме
Во время создания альбома у вокалиста Криса Корнелла были проблемы с алкоголем, и в конце 2002 года ходили слухи, что он записался на реабилитацию от наркозависимости — слух, который подтвердился, когда он дал интервью Metal Hammer из таксофона в клинике. Позже он сказал, что пережил «ужасный личный кризис» во время создания первого альбома Audioslave, пробыв в реабилитационном центре два месяца и расставшись со своей женой. Он оставался трезвым до самой своей смерти в 2017 году.
Говоря о первом джеме Корнелла с группой, Том Морелло сказал: «Он подошёл к микрофону и спел песню, и я не мог в это поверить. Она звучала не просто хорошо. Она звучала не просто великолепно. Она звучала трансцендентно. И… когда с первого момента возникает незаменимая химия, вы не можете этого не признать». Квартет написал 21 песню за 19 дней репетиций и начал записывать свой первый альбом в конце мая 2001 года.
Альбом дебютировал в чарт Billboard 200 на седьмой позиции после продажи 162 000 копий за первую неделю. Он был сертифицирован RIAA как золотой менее чем через месяц после его выпуска, а к 2006 году достиг трижды платинового статуса.

## Обложка
Обложку альбома разработал Сторм Торгерсон (совместно с Питером Керзоном и Рупертом Трумэном), который, будучи лидером Hipgnosis, наиболее известен по работе с Pink Floyd.

«Музыка Audioslave показалась нам мрачной и страстной, несущей чувство угрозы, словно она вот-вот разорвётся на части или извергнется в ярости, как вулкан. Поэтому мы знали обстановку, на фоне которой что-то или какое-то действие появится или произойдет… [Пламя] — вечное пламя или пламя памяти, воплощающее память о двух предыдущих воплощениях, а именно о Soundgarden и Rage Against the Machine. [Это] большая скульптура из металла, похожая на звонкий гонг, к которому пилигримы или рабы звука (audioslave) обязаны совершить паломничество и воздать ему должное своими колотушками. Локация — вулканический остров Лансароте, поистине замечательное место».— Сторм Торгерсон

## Список композиций
Все тексты песен — Крис Корнелл. Вся музыка написана и аранжирована Audioslave.
1. «Cochise» — 3:44
2. «Show Me How to Live» — 4:37
3. «Gasoline» — 4:40
4. «What You Are» — 4:09
5. «Like a Stone» — 4:54
6. «Set It Off» — 4:23
7. «Shadow on the Sun» — 5:43
8. «I Am the Highway» — 5:35
9. «Exploder» — 3:26
10. «Hypnotize» — 3:26
11. «Bring 'Em Back Alive» — 5:29
12. «Light My Way» — 5:03
13. «Getaway Car» — 4:59
14. «The Last Remaining Light» — 5:17

## Участники записи
- Тим Коммерфорд — бас-гитара
- Крис Корнелл — вокал
- Том Морелло — гитара
- Брэд Уилк — барабаны
- Сторм Торгерсон — художественное оформление, рисунок обложки
- Рик Рубин — продюсер